# Vanity Fair (1913-1936)
Vanity Fair è stata una rivista statunitense pubblicata dal 1913 al 1936. Ha avuto grande successo fino alla Grande depressione, e venne fusa con Vogue nel 1936.

## Storia
Una delle riviste denominate Vanity Fair inizia le sue pubblicazioni nel 1913, anno in cui l'imprenditore Condé Nast acquista la rivista di moda maschile Dress, rinominandola Dress and Vanity Fair. L'anno successivo, dopo un breve periodo di inattività, la rivista venne rilanciata diventando nota col suo titolo attuale. Si dice che siano stati pagati 3.000 dollari per i diritti di utilizzo del nome "Vanity Fair" negli Stati Uniti ma non si sa se i diritti fossero detenuti in precedenza da una precedente rivista inglese o da altri.
La pubblicazione divenne subito un notevole successo commerciale, soprattutto sotto la direzione di Frank Crowninshield, attirando un numero elevato di investitori: nel 1915 arrivò a risultare la rivista col maggior numero di pagine pubblicitarie negli Stati Uniti.
Nel 1919 Robert Benchley viene nominato caporedattore. Quest'ultimo chiama Dorothy Parker, scrittrice e poetessa di nota firma di Vogue come responsabile della sezione spettacolo. La Parker assumerà poi il futuro drammaturgo Robert E. Sherwood. Il trio fu anche originariamente membro della famigerata tavola rotonda dell'Algonquin, circolo di scrittori, poeti e giornalisti soliti riunirsi all'Algonquin Hotel di Manhattan nello stesso palazzo della 44ª strada sede degli uffici della Condè Nast.
Fra i suoi collaboratori dell'epoca furono autori importanti come Aldous Huxley, T.S. Eliot, Thomas Wolfe, P.G. Wodehouse e Gertrude Stein, recensioni teatrali della Parker e fotografie di Edward Steichen.
Clare Boothe Luce diventa direttore per qualche tempo. Queste firme resero Vanity Fair molto popolare fra gli appartenenti della classe borghese americana, rivaleggiando con il New Yorker.
Questo successo non le permise però di sfuggire agli effetti della Grande depressione: a seguito del calo di vendite, nel 1936 Vanity Fair venne assorbito da Vogue e cessò di essere pubblicato.

## Galleria d'immagini

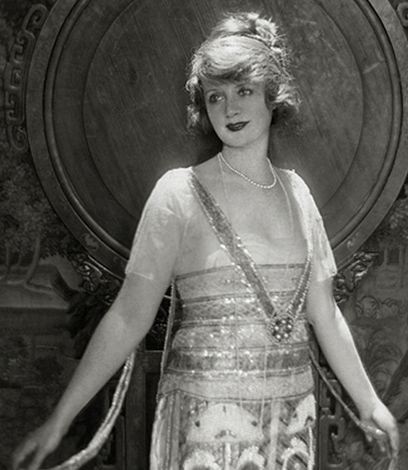
Febbraio 1920 Billie Burke - ritratto di Adolf de Meyer
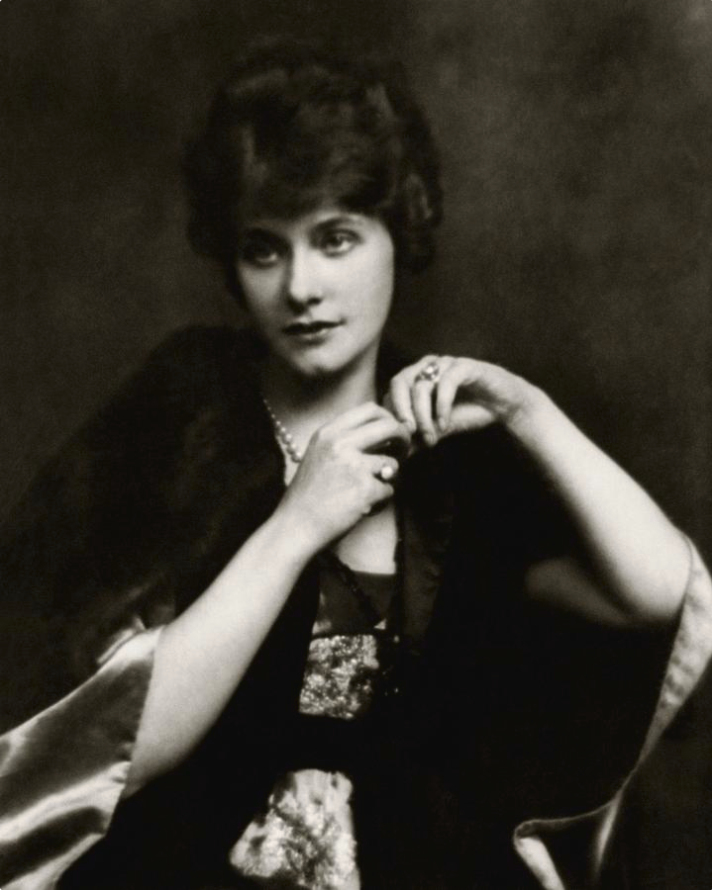
Gennaio 1922 Elsie Ferguson - ritratto di Arnold Genthe